# Голиковский переулок
Го́ликовский переулок — улица района Замоскворечье Центрального округа города Москвы. Располагается между Пятницкой улицей и Климентовским переулком. Переулок получил своё название по урочищу Голищ, обязанному своим наименованием находившейся здесь безлесной (голой) местности.

## Примечательные здания и сооружения
В Голиковском переулке располагалась усадьба дворянина Константина Критцкого. От усадьбы до наших дней сохранился деревянный дом с мезонином, построенный в 1820-х в ходе активной застройки Москвы после пожара 1812 года, и немного перестроенный в начале XX века. До 1930 года в переулке находилась церковь Покрова (построена предположительно в конце XVII — начале XVIII века); разрушена при советской власти.
- № 6 — Дореволюционный доходный дом. Первоначально имел три этажа[3], в советское время был надстроен ещё двумя этажами. В конце 1920-х годов в доме жил педагог Фёдор Королёв[4]. Здесь прошло детство певицы Жанны Бичевской[5].
- № 7 — Доходный дом (1913, архитектор В. М. Пиотрович)
- № 7А — Жилой дом (конец 1920-х — начало 1930-х)[6]

- № 8 — Особняк П. П. Анисимова (1909—1911, архитектор М. А. Мурин). Дом построен в неоклассическом стиле[7]. Изначально имел два этажа[3], в советское время был надстроен ещё двумя этажами. Фасад украшает филёнка с барельефом на античные темы[8]. В 1915—1918 годах в доме вместе с матерью жила сестра Лили Брик, писательница Эльза Триоле[9][10]. У неё в гостях бывали поэты Владимир Маяковский, Николай Асеев, Василий Каменский[9], художница и поэтесса Антонина Гумилина[11], лингвист Роман Якобсон[12]. В начале 1920-х годов в этом доме в квартире № 1 жил Народный артист СССР Н. П. Хмелёв[13][14].
- № 9 — Дом Критцкого (20-е годы XIX в.) — один из немногих сохранившихся в Москве памятников деревянного зодчества[15].  Объект культурного наследия народов РФ регионального значения. Рег. № 771410671120005 (ЕГРОКН)
- № 10 — Жилой дом (1926—1927 годы), архитектор А. М. Гуржиенко[6]. В доме жили правозащитник К. А. Любарский[16] и деятель радио Н. А. Толстова[17].
- № 11 — Городская усадьба Андреевых, кон. XVIII—XIX вв. Главный дом, 1790-е гг., 1820-е гг., 1890-е гг.  Объект культурного наследия народов РФ регионального значения. Рег. № 771210005760005 (ЕГРОКН)
- № 13 — Жилой дом. Начал строиться в 1914 году как доходный. В 1923 году англичанин Фридрих Крепс взял дом в аренду на 18 лет с обязательством завершить строительство, однако это не было сделано. Дом был достроен Промбанком СССР, но так и остался не отштукатуренным[18]. В доме жили работники Промбанка, а также его председатель В. Н. Ксандров[19]. Кроме того, в этом доме жили поэтесса и литературовед Н. В. Островская (Грушко)[20], литературовед А. Г. Бочаров[21] и писатель-сатирик В. В. Веселовский[22].
- № 14/11 стр. 1 — Жилой дом (1820-е). Построен на усадьбе капитанши Александры Тарховой[18].  Выявленный объект культурного наследия № 2960746№ 2960746 — выявленный объект культурного наследия.

## Почтовые индексы
- 119017: (10, 11, 13, 14, 6, 7, 7А, 8)

## Транспорт
Общественный транспорт в переулке отсутствует. Движение автомобильного транспорта в переулке — двустороннее.